# Maria Callani

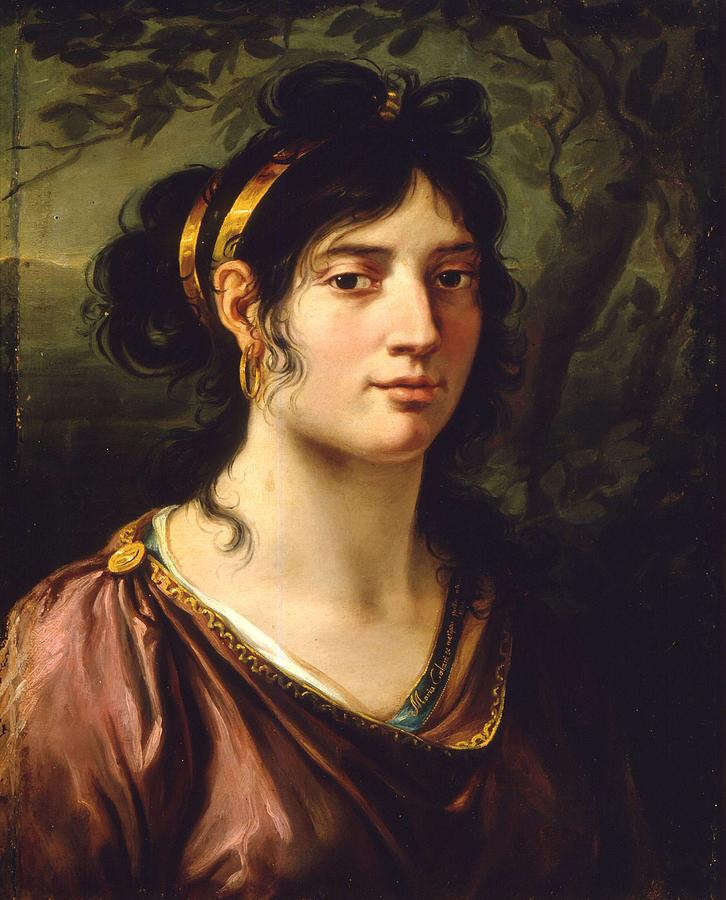
Maria Callani, Selbstporträt, 1802, Öl/Leinwand, 50 × 40 cm, signiert, Galleria nazionale di Parma

Maria Callani (* 15. August 1778 in Mailand; † 9. Februar 1803 in Parma) war eine italienische Porträtmalerin, die im 18. Jahrhundert in Rom, Mailand und Parma tätig war.

## Leben und Werk
Maria Callani war die Tochter des Künstlers Gaetano Callani und von Angela Gerli, Schwester des Architekten Agostino Gerli. Ihr jüngerer Bruder Francesco Callani (1779–1844) war ebenfalls Porträtmaler. Ihre Lehrer waren ihr Vater sowie der Onkel Agostino Gerli.
Sie porträtierte bekannte Persönlichkeiten ihrer Zeit, wie z. B. die Gräfin Chiara Mazzucchini Guidoboni di Viadana, Alessandro und Stefano Sanvitale (verschollen) und Fra Antonio Negroni (1799). Hervorzuheben sind zwei Selbstporträts (1800, Galleria d’Arte Moderna, Mailand; 1802, Galleria nazionale di Parma).
Ihre ersten künstlerischen Werke sollen während eines längeren Aufenthalts ihres Vaters in Rom entstanden sein und wie das Porträt der Gräfin Mazzucchini noch dem Stil des 18. Jahrhunderts angehört haben. Das 1799 datierte und signierte Porträt des Franziskanermönchs L. Antonio Negroni ist noch durch den Willen der Schülerin gekennzeichnet, ihr technische Können unter Beweis zu stellen, jedoch schon sicher im Ausdruck. Ihre zwei Selbstporträts tragen bereits neoklassizistische Züge, evtl. durch den vorbildhaften Einfluss französischer Malerei; es sind selbstbewusste Werke einer fertig ausgebildeten Malerin. Auch die Porträts von ihrem Vater sowie der Mutter (beide in der Galleria nazionale di Parma) sind sicher ausgeführte, reife Werke der Malerei mit einem Anklang akademischer Nüchternheit in der Betrachtungsweise. 
1800 malte sie Die Taufe Christi für die Kirche Quartarolo in der Nähe von Piacenza; das Gemälde wurde in Parma ausgestellt und sehr bewundert. Eine weitere Taufe Christi malte sie für die Kirche S. Maria Borgo Baschieri in Parma. 1802 gewann sie mit der Genie des Friedens, Napoleon mit einem Lorbeerkranz krönend den zweiten Preis im von der Repubblica Italiana ausgeschriebenen Wettbewerb. 1803 malte sie mit Hebe und der Adler (Galleria nazionale di Parma) ihr letztes Werk, in dem Studien von Bildern von Correggio ebenso wie von vorbildhaften Gemälden ihres Vaters und von Pompeo Batoni anklingen.
Maria Callani starb 1803, 24-jährig, in Parma an Tuberkulose. Ihre Arbeiten befinden sich in mehreren öffentlichen Museumssammlungen wie der Galleria nazionale di Parma, dem Museo Glauco Lombardi und der Pinacoteca Stuard, beide ebenfalls in Parma.

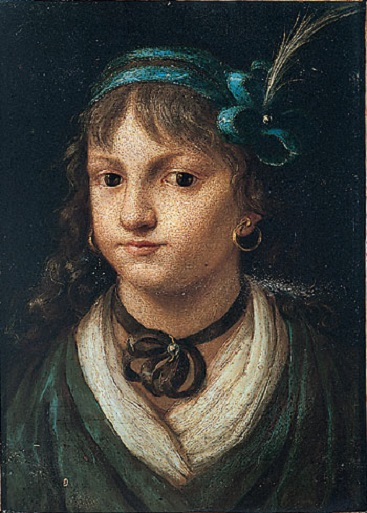
Maria Callani: Porträt der Gräfin Chiara Mazzucchini Guidoboni di Viadana, 1797, Öl/Leinwand, 29,3 × 21,2 cm, signiert, Museo Glauco Lombardi, Parma
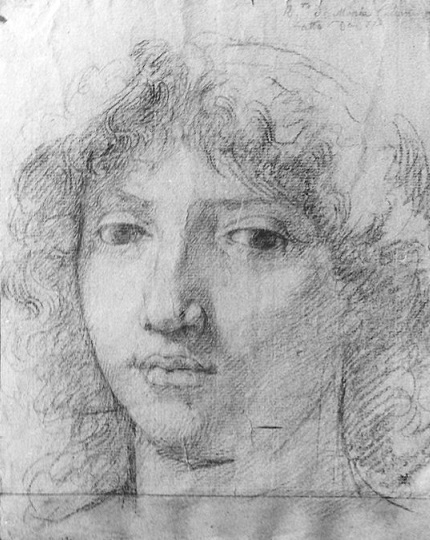
Maria Callani: Selbstporträt, 1800, Kohle/Papier, 23 × 20 cm, Pinacoteca Stuard, Parma
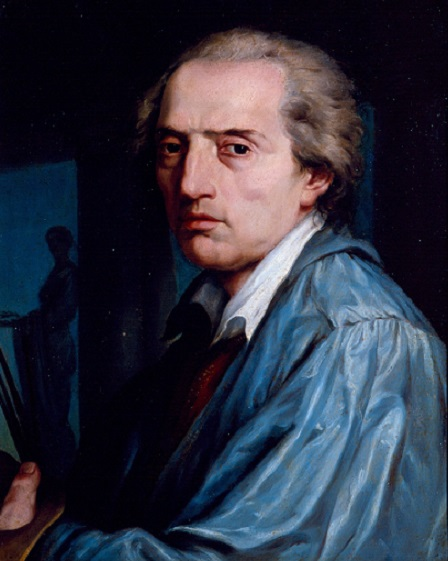
Maria Callani: Porträt des Vaters Gaetano Callani, 1802, Öl/Leinwand, 49 × 40 cm, Galleria nazionale di Parma
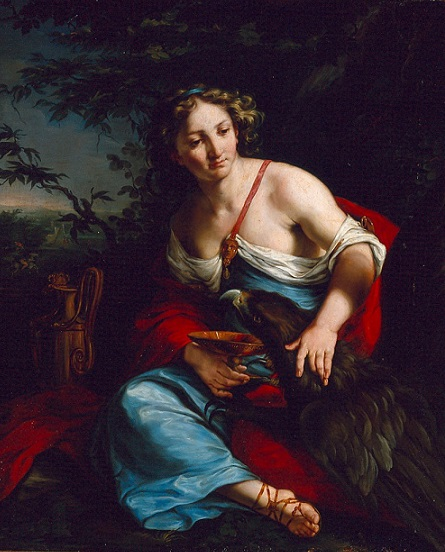
Maria Callani: Hebe und der Adler, 1803, Ö/Leinwand, 96 × 78 cm, Galleria Nazionale di Parma